# Acquasanta (città metropolitana di Genova)
Acquasanta (Æguasanta in genovese /ˌɛːɡwaˈsaŋta/) è una località dell'immediato entroterra del ponente genovese, sorge nella valle del  torrente omonimo (bacino del Leira) e dista circa 23 km in direzione nord-ovest dal capoluogo di provincia.
Il suo territorio è amministrativamente diviso tra i comuni di Mele a ovest e Genova ad est seguendo il corso del torrente Leira che la attraversa.
Già in epoca antica era conosciuta grazie a una fonte di acqua solforosa, le cui supposte proprietà benefiche e la conseguente notorietà portatono all'origine del nome Acqua Santa.

## Monumenti e luoghi d'interesse

### Architetture religiose
Santuario di Nostra Signora dell'Acquasanta
La frazione sorta intorno a questa fonte si sviluppò nel tempo grazie alla venerazione della Madonna dell'Acquasanta, a cui fu dedicato un santuario che, posto sotto la giurisdizione della Pieve di Palmaro, è da sempre meta di pellegrinaggi delle Confraternite di Mele, Arenzano, Crevari, Voltri e Pra', tutte facenti parte dell'antica Pieve.

### Architetture civili
Terme
Il complesso delle Terme di Acquasanta sorge sulla sponda sinistra del torrente Leira in prossimità del Santuario di N.S. dell'Acquasanta
La realizzazione dello stabilimento termale si deve all'iniziativa dell'Opera Pia Nostra Signora dell'Acquasanta di Voltri, che decide di far progettare e costruire i bagni pubblici per consentire l'utilizzo dell'acqua solforosa, che sgorga ai piedi della Cappella, per le cure dei malati meno abbienti.
Le terme vengono realizzate tra il 1830 ed il 1832 e fino al primo conflitto mondiale funzionano regolarmente in conformità agli scopi per i quali sono state erette.
Tra gli anni '30 e '40 del XX secolo il primo piano viene adibito a scuola elementare mentre il piano terra rimane destinato alle funzioni termali, fino a quando nel 1943 viene chiuso ed occupato dai soldati dell'esercito tedesco che ne asportano le vasche di marmo per utilizzarle come abbeveratoi per i cavalli, posizionandole nel giardino dove ancora oggi si trovano.
L'edificio termale ottocentesco costituisce un importante esempio di architettura neoclassica con una forte impronta genovese legata all'architettura di villa di derivazione alessiana.

## Cultura
Museo della carta

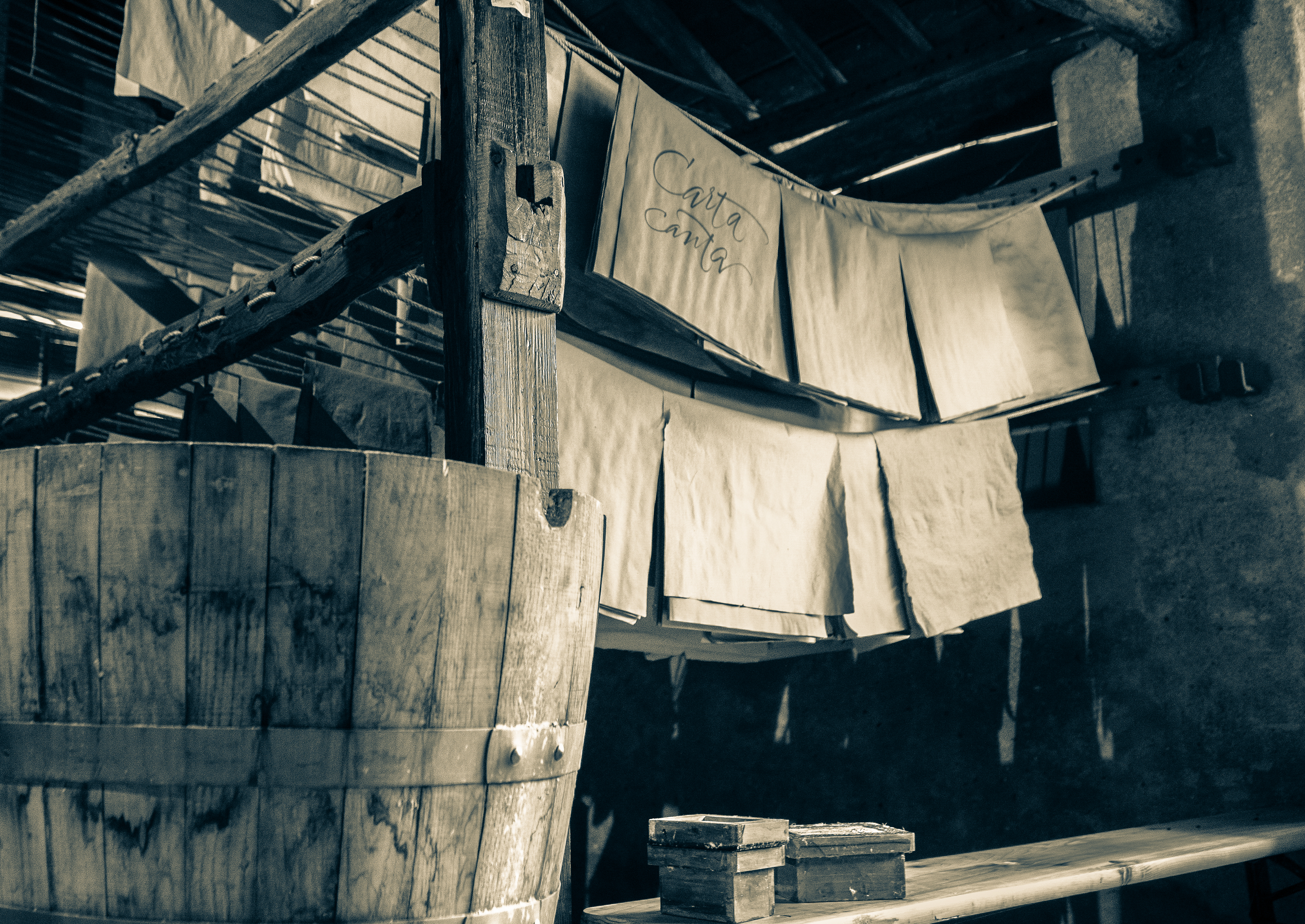
Interno del museo della carta

Lungo la strada che porta in paese si incontrano parecchie fabbriche alcune delle quali ancora in funzione: quasi tutte sono o furono cartiere.
Anche in paese, a poche decine di metri dal Santuario, si trova una cartiera del XVIII secolo, la cartiera Piccardo non più operativa ma non per questo meno importante; la sua posizione ha consentito all'Amministrazione Pubblica di poterla restaurare e aprirla al pubblico in qualità di Museo della Carta e costituirvici un centro didattico rivolto alla produzione di questo materiale.
All'interno ci si possono ritrovare i macchinari restaurati della macchina continua, la macchina per la pressatura dei fogli, le vasche, ed altre attrezzature.

## Infrastrutture e trasporti

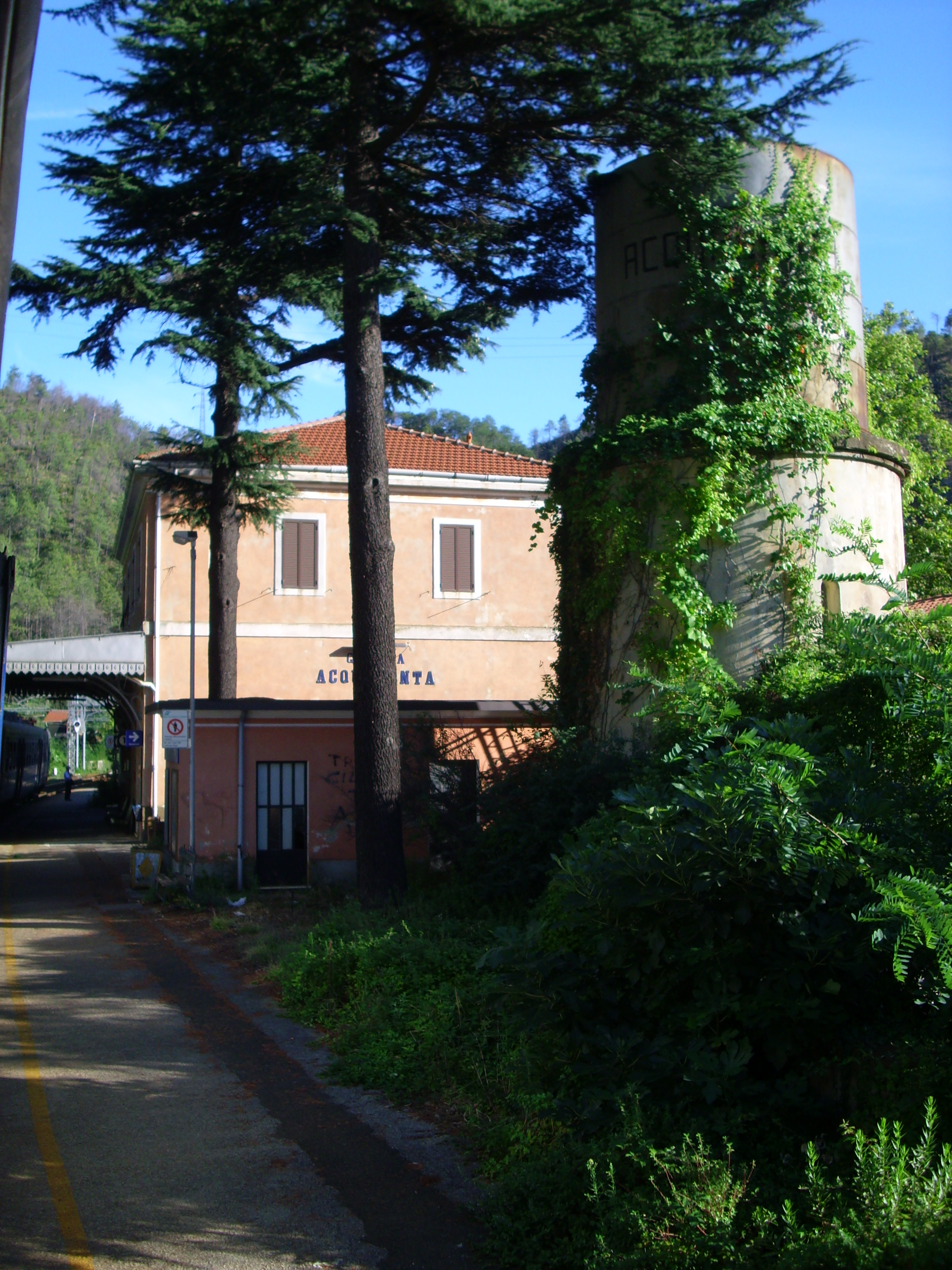
La stazione ferroviaria di Genova-Acquasanta

### Strade
Acquasanta è collegata alla ex SS456 "del Turchino" mediante la strada detta delle Giutte.

### Ferrovie
La stazione di Genova Acquasanta, posta lungo la ferrovia Genova-Acqui Terme, è servita da treni regionali svolti da Trenitalia nell'ambito del contratto di servizio stipulato con la Regione Liguria.

### Mobilità urbana
I trasporti urbani di Acquasanta vengono svolti con autoservizi di linea gestiti da AMT.

## Sport
Escursionismo
La zona di Acquasanta è dominata dalla Punta Martin di 1001 m e dalle rocce della Baiarda ad est su cui si trovano molti itinerari adatti ad escursioni e arrampicate.